# 1966 ve fotografii
Tento článek popisuje významné události roku 1966 ve fotografii.

## Události

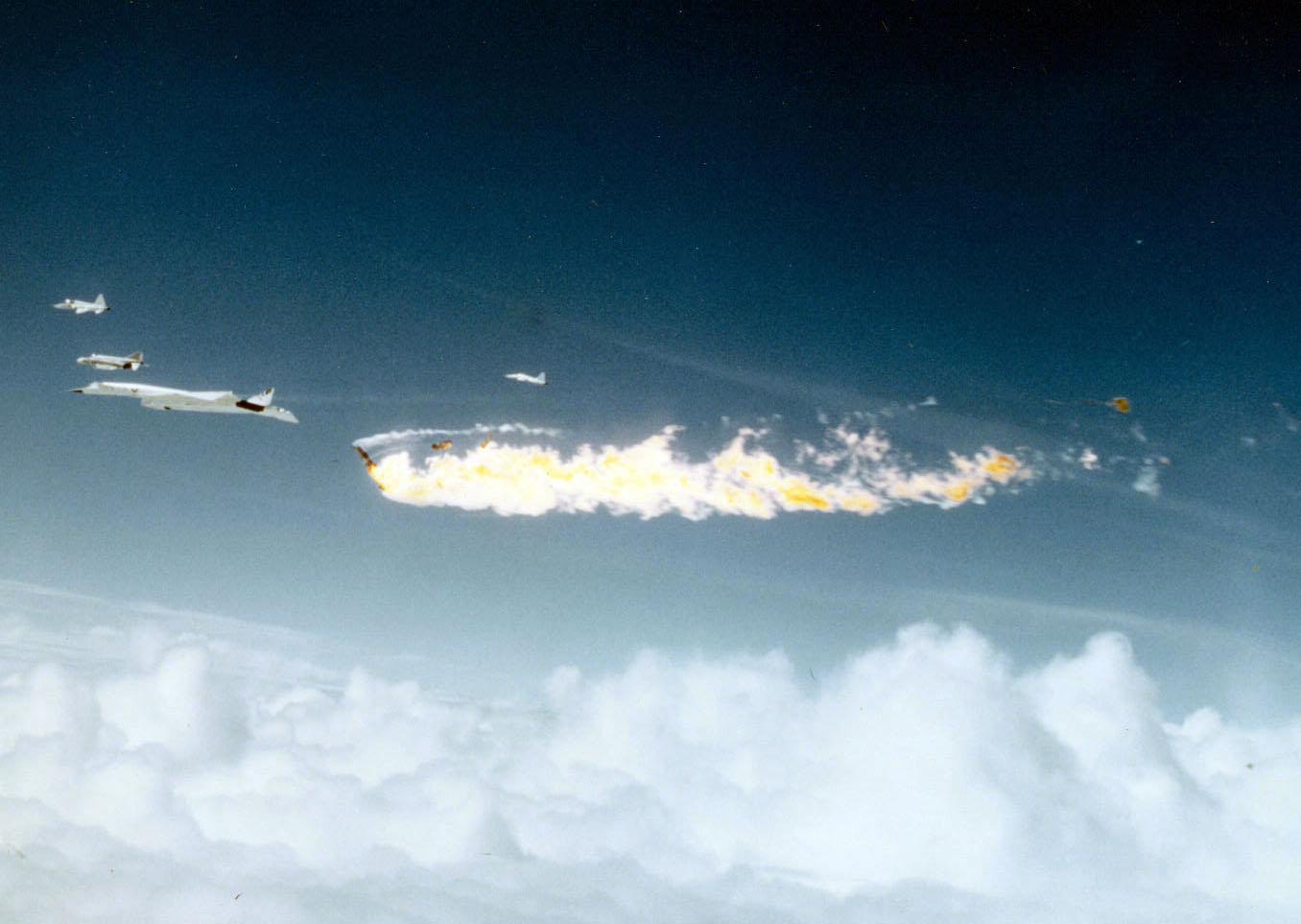
XB-70 těsně po srážce s F-104

- 8. června – prototyp letounu XB-70 Valkyrie byl zničen při srážce ve vzduchu se stíhacím letounem F-104 Starfighter během předváděcího letu a fotografování. Pilot NASA Joseph A. Walker a testovací pilot USAF Carl Cross zemřeli.

## Ocenění
- World Press Photo – Kjóiči Sawada
- Prix Niépce – Marc Garanger
- Prix Nadar – Sam Haskins, Cow Boy Kate, vyd. Prisma
- Zlatá medaile Roberta Capy – Henri Huet (The Associated Press)
- Cena za kulturu Německé fotografické společnosti – Man Ray a Alexander Smakula
- Pulitzer Prize for Photography – Kjóiči Sawada, United Press International, za válečné fotografie z Vietnamské války v roce 1965.

## Narození v roce 1966
- 17. ledna – Libor Spacek, český fotograf, kameraman, režisér a producent dokumentárních filmů zaměřených na ochranu přírody, zejména oceánů a mořského života
- 20. února – Cindy Crawford, americká herečka, moderátorka a bývalá topmodelka
- 20. února – Esther Haase, německá fotografka a filmová režisérka
- 3. března – Kai Wiedenhöfer, německý novinářský fotograf († 9. ledna 2024)
- 5. března – Catherine Gfeller, švýcarská fotografka
- 11. března – Deborah Copaken (* 1966), spisovatelka, autorka sedmi bestsellerů, novinářka, fotografka a fotoreportérka oceněná cenou Emmy
- 7. dubna – Mišo Juzmeski, makedonský spisovatel, publicista a fotograf († 30. dubna 2021)
- 15. dubna – Samantha Fox, britská zpěvačka, herečka a bývalá modelka
- 6. června – Vladimír Kampf, slovenský fotograf
- 13. července – Nicolas Pascarel, francouzský fotograf
- 13. července – Véronique Ellena, francouzská fotografka
- 9. srpna – João Silva, jihoafrický novinářský a válečný fotograf portugalského původu
- 16. srpna – Pierre Zakrzewski, irský válečný kameraman, producent a fotožurnalista (Fox News) († 14. března 2022)
- 25. října – Zana Briski, britská fotografka a filmařka
- 30. října – K. V. Anand, indický kameraman, filmový režisér a fotoreportér († 30. dubna 2021)[1][2]
- 2. listopadu – Petr Zinke, český fotograf
- 24. listopadu – Patrice-Flora Praxo, francouzská herečka a fotografka († 2024)
- 28. listopadu – Andrew Tshabangu, jihoafrický fotograf známý svou černobílou sociálně dokumentární fotografickou tvorbou
- 30. listopadu – Richard Homola, český umělecký fotograf
- ? – Anna Baumgartová, polská vizuální umělkyně, fotografka, představitelka kritického a feministického umění
- ? – Ottonella Mocellinová, italská fotografka a videoumělkyně se sídlem v Miláně, pracuje s textem, zvukovou instalací, performance a site specific projekty, otázky identity a lidských vztahů.
- ? – Nick Brandt, anglický fotograf
- ? – Kijotaka Curisaki, japonský fotograf
- ? – Grégoire Cheneau, francouzský fotograf
- ? – Daniel García Andújar, španělský umělec, aktivista, teoretik a fotograf
- ? – Dorris Haron Kasco, fotograf z Pobřeží slonoviny
- ? – Aliou Mbaye, senegalský fotožurnalista
- ? – Bertrand Meunier, fotograf
- ? – David Sims, fotograf
- ? – David Zérah, fotograf
- ? – Hideki Kasai, japonský fotograf
- ? – Jean-Hugues Berrou, fotograf
- ? – Jean-Philippe Perrot, fotograf
- ? – Joao Silva (fotograf), fotograf
- ? – John Rankin Waddell, fotograf
- ? – Jordi Bernadó, fotograf
- ? – Santiago Sierra, fotograf
- ? – Seb Janiak, francouzský fotograf a režisér polského původu
- ? – Tea Karvinen, finská fotografka a skeletonistka
- ? – Thomas Kellner, fotograf

## Úmrtí v roce 1966
- 19. ledna – Arthur Tacquin, belgický fotograf (* 17. září 1869)
- 6. února – Halvor Vreim, norský architekt a fotograf (* 12. srpna 1894)
- 8. února – Norah Carterová, novozélandská fotografka (* 15. dubna 1881)
- 18. dubna – Jósuke Jamahata, japonský fotograf známý díky fotografiím města Nagasaki pořízených den po bombardování (* 6. srpna 1917)
- 22. dubna – Emeric Feher, francouzský fotograf (* 8. září 1904)
- 30. dubna – Ernst Heinrich Landrock, německý fotograf (* 1878)
- 4. června – Bohumil Střemcha, český fotograf (* 21. května 1878)
- 24. července – Maria Kietlińska, polská umělecká fotografka, dokument, krajiny, členka Svazu polských uměleckých fotografů, členka Polské fotografické společnosti a členka Varšavské fotografické společnosti (* 1. února 1888)
- 27. srpna – Albert Renger-Patzsch, německý fotograf (* 22. června 1897)
- 3. září – Irving Klaw, americký obchodník s filmy a fotografiemi, obsahujícími erotiku, glamour a děvčata pin-up (* 9. listopadu 1910)
- 10. listopadu – Jana Jeništová-Fiedlerová, česká fotografka, spolumajitelka fotografického ateliéru v Prostějově. Stala se jednou z prvních Češek, které se začaly zabývat uměleckou fotografií a byla oceněna na několika mezinárodních fotografických výstavách. (* 16. února 1888)
- 23. listopadu – Alvin Langdon Coburn, americký fotograf (* 11. června 1882)
- 29. listopadu – Frank Noel, americký fotograf a vítěz Pulitzerovy ceny za fotografii (* 12. února 1905[3][4])
- ? – Charles Eymundson, kanadský fotograf, spisovatel, průvodce, detektiv, dřevorubec, zemědělec, kuchař (* 15. června 1872)
- ? – Thérèse Le Prat, francouzský fotograf (* 1895)

## Výročí

### Sté výročí narození
- 1. ledna – Peter Elfelt, dánský fotograf a filmový režisér († 18. února 1931)
- 9. ledna – Frederick Christian Palmer, anglický fotograf († 1935)
- 21. ledna – Eugène Cattin, švýcarský poštovní doručovatel a fotograf († 8. května 1947)
- 25. února – Heinrich Kühn, rakouský fotograf († 14. září 1944)
- 17. března – Alice Austenová, americká fotografka († 9. června 1952)
- 15. dubna – Marie Høeg, norská fotografka († 22. února 1949)
- 24. dubna – Gaston Bouzanquet, francouzský fotograf († 16. ledna 1937)
- 3. května – Jean-Baptiste Tournassoud, francouzský fotograf a vojenský důstojník († 5. ledna 1951)
- 14. května – Alice Boughtonová, americká portrétní fotografka († 21. června 1943)
- 2. července – Louis Mercier, francouzský vydavatel a fotograf († po roce 1914)
- 14. července – Ellisif Wessel, norská spisovatelka, fotografka, odborářka a politička († 28. listopadu 1949)
- 20. července – Josef Fiedler, fotograf († 8. května 1937)
- 24. září – Beatrice Hatch, anglická múza a modelka Charlese Lutwidge Dodgsona, známějšího jako Lewis Carroll († 20. prosince 1947)
- 5. listopadu – Machiel Hendricus Laddé, nizozemský fotograf a filmový režisér († 18. února 1932)
- 4. prosince – Josep Salvany i Blanch, katalánský lékař a fotograf († 28. ledna1929)
- 27. prosince – Gaston Piprot, francouzský fotograf († 30. ledna 1921)
- ? – Heinrich Götz, vratislavský fotograf německého původu († 1931)
- ? – William James, kanadský fotograf anglického původu († 1948)
- ? – Kadžima Seibei, japonský fotograf († 6. srpna 1924)
- ? – Jean Demmeni, nizozemský fotograf a topograf († 1939)
- ? – Neils Walwin Holm, nigerijský fotograf a advokát († 1927)
- ? – William Archer Price, novozélandský dokumentární, krajinářský a portrétní fotograf († 24. ledna 1948)
- ? – Jadwiga Golczová, polská fotografka, zakládající členka Varšavské fotografické společnosti (Towarzystwo Fotograficzne Warszawskie), v roce 1898 začala vydávat vlastní časopis věnovaný fotografii, nazvaný Światło († 1936)

### Sté výročí úmrtí
- 4. května – Julien Vallou de Villeneuve, francouzský malíř, litograf a fotograf (* 12. prosince 1795)
- 30. července – Jacobus van Koningsveld, nizozemský malíř a fotograf (* 4. března 1824)
- ? – Sarah Anne Bright, anglická umělkyně a fotografka (* 1793)
- ? – Kuwadžiró Horie, japonský fotograf (* 1831)
- ? – Brita Sofia Hesselius, švédská fotografka a daguerrotypistka, patřila mezi první profesionální fotografky ve své zemi (* 1801)
- ? – Orrin Freeman, americký fotograf (* ?)
- ? – Henri Marcellin Auguste Bougenier, francouzský fotograf (* ?)